# Manapad
Manapad (Manapad Point) és un cap, promontori o punta de territori a la costa del districte de Tinnevelly o Tirunelveli a Tamil Nadu a uns 50 km al sud de Tuticorin. El promontori és arenós amb base de roca; al cim hi ha una església; el por de Kulasekharapatnam és conegut per les ruïnes d'un altra església que fou enterrada per l'arena, a la boca d'un riu. Hi havia un escull perillós a 8 km al sud-oest.